# Max von Fabeck
Herrmann Gustav Karl Max von Fabeck, né le 6 mai 1854 et mort le 16 décembre 1916, est un officier prussien élevé au grade de General der Infanterie. Il commande au début de la Première Guerre mondiale le 13e corps d'armée au sein de la 5e armée allemande. Il prend part à la course à la mer et dirige à cette occasion la nouvelle 11e armée. Par la suite, il commande plusieurs armées allemandes au cours de la guerre jusqu'à son évacuation du front pour cause de maladie en 1916, il meurt le 16 décembre 1916.

## Biographie

### Premières années
Fabeck est le fils du lieutenant-général Hermann von Fabeck (de) (1816-1873) et de Bertha von dem Borne (1829-1910). Il entre le 18 octobre 1871 à l'âge de 17 ans au grade de sous-lieutenant dans le 1er régiment à pied de la Garde. En février 1876, il suit une formation à l'école de guerre de Metz. De 1878 à 1879, il suit les cours à l'Académie militaire prussienne. En 1882, il intègre le Grand État-Major général en 1884, il est promu capitaine. À partir de 1886, il sert dans l'état-major de la 28e division de Karlsruhe.
Le 24 octobre 1887, il épouse Hélène von Seldeneck (née le 7 octobre 1863 à Karlsruhe, décédée le 13 juillet 1938 à Cologne), la fille du grand-duc de Bade et de Julie Brandt Seldeneck de Lindau. Le couple a trois filles Ilse, Margaret et Hildegard.
En 1889, Fabeck devient officier d'état-major du 6e corps d'armée à Breslau, il est promu au grade de major peu de temps après. À partir de 1893, il sert dans le 10e régiment de grenadiers. En 1896, il est nommé lieutenant-colonel et exerce la fonction de chef d'état-major du 11e corps d'armée à Cassel. En 1898, il est promu colonel et commande le 78e régiment d'infanterie cantonné à Osnabrück. De 1901, il dirige la 25e brigade d'infanterie de la 13e division à Münster, il obtient le grade de Generalmajor.
En 1906, Fabeck est promu Generalleutnant et prend le commandement de la 28e division cantonnée à Karlsruhe. Le 13 janvier 1910, il devient General der Infanterie et dirige le 15e corps d'armée de Strasbourg. En 1913, il est muté à la tête du 13e corps d'armée royal wurtembergeois à Stuttgart.

### Première Guerre mondiale
Au déclenchement de la Première Guerre mondiale, Fabeck commande le XIIIe corps d'armée intégré à la 5e armée du Kronprinz Guillaume. Il participe à la bataille des Frontières et repoussent les troupes de la 3e armée française. Du 7 au 10 septembre, son corps d'armée est impliqué dans les combats de Vaux-Marie qui tente sans succès de briser la ligne française pour atteindre Bar-le-Duc. La fin de la première bataille de la Marne entraîne le repli de la Ve armée et du XIIIe corps. Le corps d'armée de Fabeck est ensuite détaché de la Ve armée allemande, il participe à la course à la mer. Il fait ensuite partie de la 6e armée. Fabeck dirige un groupement associant le XIIIe corps d'armée et le corps de la Garde du général von Plettenberg, il participe à la première bataille d'Ypres où il parvient à s'emparer de Wijtschate.
Fabeck est transféré avec son corps sur le front de l'Est. Il participe aux batailles d'hiver de la 9e armée en Pologne. Le 10 mars 1915, il prend la tête de la 11e armée nouvellement créée. Le 16 avril 1915, il remplace Alexander von Kluck blessé à la tête de la Ire armée allemande. Le 23 août 1915, Il reçoit la distinction Pour le Mérite pour la réussite des opérations qu'il a commandé au Nord de la France et en Belgique en 1914 et 1915. Le 12 septembre 1915, il est transféré sur le front de l'Est et prend le commandement de la 12e armée en remplacement de Max von Gallwitz. En octobre 1916, il est nommé en remplacement de Otto von Below commandant de la 8e armée.
Nommé colonel honoraire du 1er régiment de grenadiers de la Garde, Fabeck meurt le 16 décembre 1916 à Garmisch-Partenkirchen.

### Distinctions et honneurs
- Grand-croix de l'ordre de la Couronne de Wurtemberg.
- Grand-croix de l'ordre du Lion de Zaeringen.
- Ordre du Mérite militaire de Bavière.
- Grand-croix de l'ordre de Philippe le Magnanime.
- Grand-croix de l'ordre de l'Aigle rouge avec feuilles de chêne.
- Ordre de la Couronne de Prusse, 1re classe.
- Croix du service prussien.
- Grand-Croix de l'ordre royal d'Albert le Valeureux Roi de Saxonie avec étoile d'or.
- Commandant de l'ordre de la Couronne d'Italie.
- Grand-Croix de l'ordre de la Couronne de Roumanie.
- Croix de fer (1914), 1re et 2e classe.
- Commandant de l'ordre du Mérite militaire du Wurtemberg le 1er novembre 1914.
- Pour le Mérite 23 août 1915.